# Peristernia sulcata
Peristernia sulcata is een slakkensoort uit de familie van de Fasciolariidae. De wetenschappelijke naam van de soort is voor het eerst geldig gepubliceerd in 1839 door Gray.